# Liste der Landschaften in Baden-Württemberg

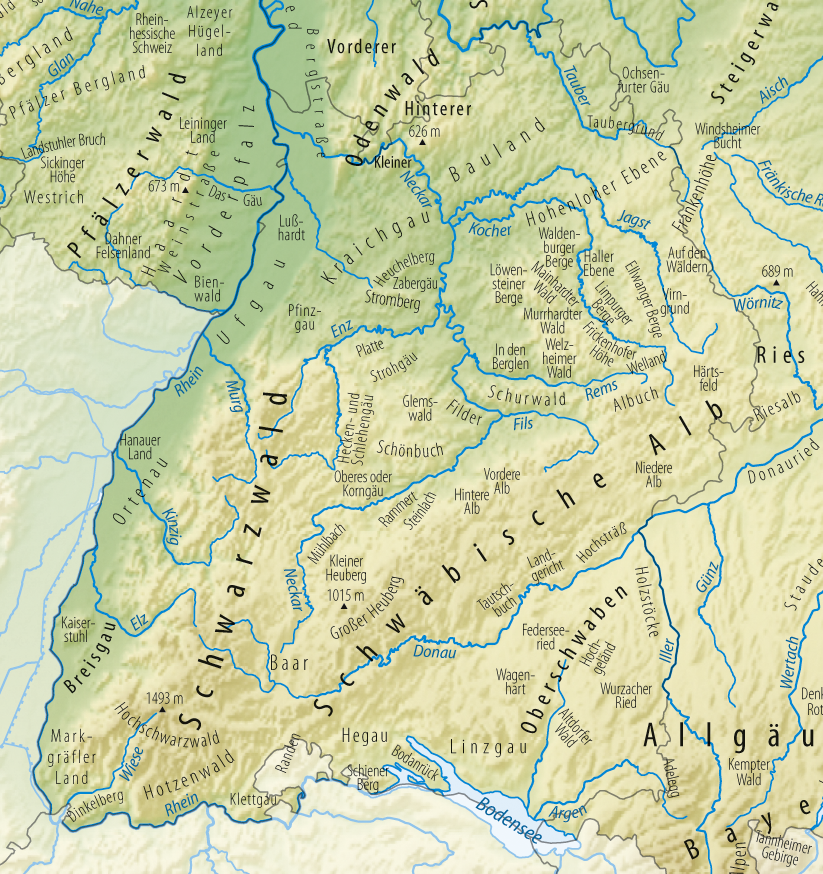
Landschaften in Baden-Württemberg

Landschaften in Baden-Württemberg werden hier im volkstümlichen Sinne als regional begrenzte Bereiche der Erdoberfläche betrachtet, die einen eigenen Namen tragen. Sie können durch natürliche, kulturelle, historische oder wirtschaftliche Gegebenheiten definiert sein. Eine vollständige Landschaftsgliederung nach rein naturräumlichen Gesichtspunkten enthält dagegen die Liste der naturräumlichen Einheiten in Baden-Württemberg.
- Adelegg
- Albuch
- Altdorfer Wald
- Baar
- Baden
- Bauland
- Berglen
- Bergstraße
- Bodanrück
- Breisgau
- Brunnenregion
- Dinkelberg
- Ellwanger Berge
- Federseeried
- Filder
- Gäu
- Glemswald
- Göge
- Haller Ebene
- Hanauerland
- Hardt
- Härtsfeld
- Heckengäu
- Hegau
- Heuchelberg
- Hochrhein
- Hochschwarzwald
- Höchsten
- Hochsträß
- Hohenloher Ebene
- Höllental
- Holzstöcke
- Hotzenwald
- Kaiserstuhl
- Klettgau
- Kraichgau
- Korngäu
- Kurpfalz
- Landgericht
- Limpurger Berge
- Linzgau
- Lußhardt
- Löwensteiner Berge
- Mainhardter Wald
- Markgräflerland
- Murrhardter Wald
- Neckarbecken
- Oberschwaben
- Odenwald
- Ortenau
- Pfinzgau
- Pfrunger Ried
- Schönbuch
- Schurwald
- Schwäbische Alb
- Schwäbisches Donaumoos
- Schwarzwald
- Strohgäu
- Stromberg
- Taubergrund
- Tauberland
- Tautschbuch
- Ufgau
- Waldenburger Berge
- Welzheimer Wald
- Westallgäu
- Wurzacher Ried
- Zabergäu